# 마북동
마북동(麻北洞)은 용인시 기흥구에 위치한 동이다. 행정동과 법정동이 일치하며 32개 통으로 이루어져 있다. 본래 용인군 읍내면 지역이었으나 언남리와 함께 용인읍내에 속하게 되므로 '용인읍내' 혹은 '읍내'라 불렀는데 1914년 3월 1일 행정구역 개편에 따라 마곡리와 북동을 합쳐 마북리가 되었다.
1931년에는 용인의 옛 이름을 따라 구성면이라 개칭하였으며, 1996년 3월 1일 용인군이 용인시로 승격, 2000년 9월 1일 구성면이 구성읍으로 승격되고, 2005년 10월 31일 기흥읍과 구성읍이 통합되면서 기흥구로 승격, 구성읍이 4개 동으로 분리되면서 생겨났다. 옛날 상마곡 마을에 마운사(麻雲寺)라는 사찰이 있었는데 그 사찰의 중이 마의를 입고 다녔으며, 면 소재지의 '북쪽에 있는 동네'라는 뜻의 '마북리'라고 하였다가 2005년 '리(里)'가 '동(洞)'으로 바뀌었다. 기흥구 북부에 위치한다.

## 연혁
- 475년 고구려 장수왕 63년 구성현으로 명명
- 757년 통일신라 경덕왕 16년 거서현으로 개칭
- 940년 고려 태조 23년 용구현으로 개칭
- 1018년 고려 현종 9년 광주의 임내에 속하게 됨
- 1413년 조선 태종 13년 용구와 처인을 합쳐 용인현이라 칭함
- 1895년 고종 3년 용인현을 용인군으로 개칭
- 1996년 3월 1일 용인군이 용인시로 승격 (도농복합시의 형태)
- 2000년 9월 1일 구성면에서 구성읍으로 승격
- 2005년 10월 31일 마북동으로 분동(옛 구성읍이 보정동과 구성동, 마북동, 동백동과 상하동으로 행정동이 나눠 있으며  구성동에는 언남동과 청덕동이라는 법정동이 있고 동백동에는 동백동과 중동의 법정동이 있다)
- 2014년 4월 14일 신축 마북동주민센터로 이전, 업무 개시

## 위치
기흥구의 북서부에 위치하며 법화산 자락의 응달길 고개에서 발원하는 마북천이 무등재에서 내려와 하늘마을에서 교동마을로 흘러 남쪽의 탄천으로 흘러든다. 탄천 주위에 대규모 아파트 단지가 들어서고 상마곡 주변에 기업의 연구소가 들어서 있다.

## 인구

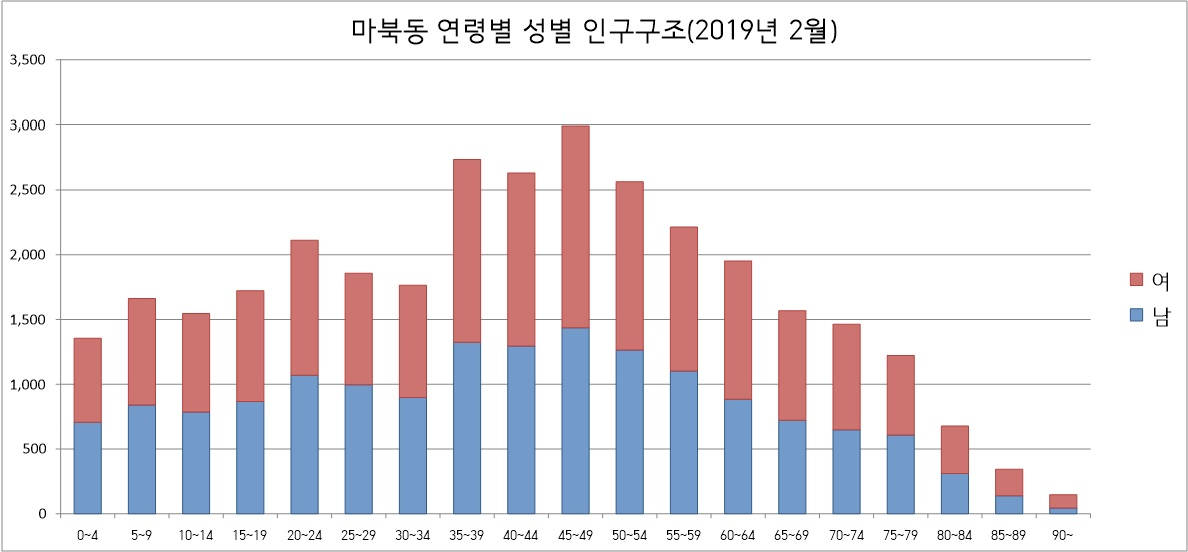
마북동 성별 연령별 인구
구조

### 인구구성
마북동의 인구는 32,533명(2019년 2월 28일 기준, 내국인)으로 용인시 전체 인구의 3.1%를 차지한다. 남자는 15,942명, 여자는 16,591명이다. 외국인은 117명이다. 마북동의 인구 비율은 농촌 지역의 특성이 나타나서 유소년 (15세 미만) 인구 비율은 14.00%로 용인시 전체 16.1%보다 낮으며 노년(65세 이상) 인구 비율은 16.70%로 용인시 전체 12.2%보다 높다.

### 산업별 종사자 현황
2015년 현재 마북동의 산업 총종사자 수는 9,993명이다.  KCC 중앙연구소와 현대자동차 기술연구소 등 기업의 연구소가 많이 위치하고 있는 관계로 전문 과학 및 기술 서비스업 수가 5,874명으로 가장 비중이 높다. 그 외에 교육 서비스업 종사자가 931명, 도매및 소매업은 686명, 숙박 및 음식점업은 644명, 보건업 및 사회복지서비스업은 419명으로 비중이 높다.

## 유명 문화재
문화재로는 마북동 석불입상(시지정 향토유적 제52호)과 석탑, 연안부부인전씨(延安府夫人田氏, 조선 성종의 장모이자 중종의 외조모)의 묘소, 1905년, 을사늑약의 체결을 개탄하여 〈대한 이천만 동포에게 남기는 글〉을 국민들에게 남기고 자결한 충정공(忠正公) 민영환(閔泳煥)의 묘소(경기도 기념물 제 18 호) 등이 있는데 민영환의 묘소는 본래 수지구 풍덕천동 토월마을에 봉분없이 평장되었던 것을 1942년에 후손들이 지금의 위치로 옮겼다고 전해진다. 묘소의 신도비에는 이승만(李承晩) 대통령의 친필 제자(題字)와 그가 자결하였을 때 남긴 유서(遺書)도 함께 새겨 놓았다.
화가 장욱진이 살았던 장욱진 가옥(등록문화재 제404호)이 마북동에 있다.

### 그외의 문화재

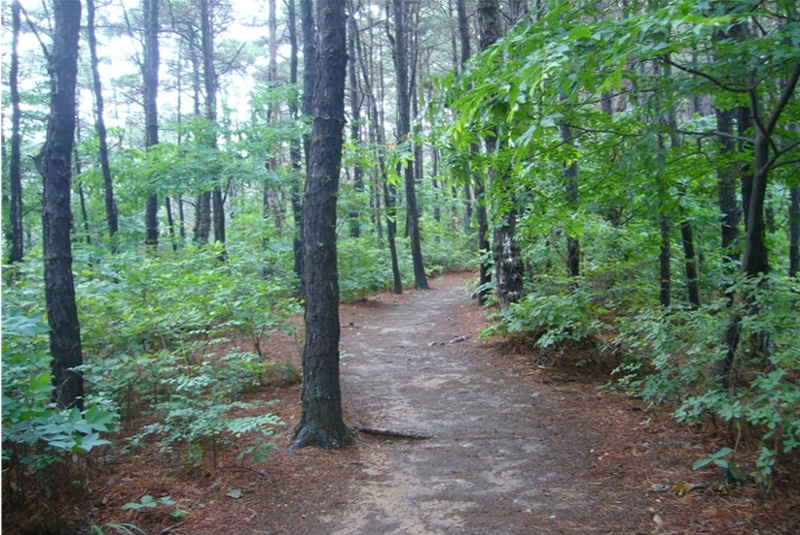
마북동에 있는 법화산 등산길

법화산 자락으로 감싸안은 듯한 마북동의 하늘말(마을)에는 마북동의 고분군으로 알려진 통일신라와 고려시대의 고분과 보정동 요지라는 가마터가 발견되었다. 현재는 학교법인 단국대학(사학재단), 현대자동차그룹, KCC 중앙연구소 등이 소유하고 있는 사유지로 되어 있지만 통일신라시대부터 고려시대 후기에 조성되었던 고분과 요지로 알려져 있다.
단국대학교 한국민족학연구소가 1996년 5월 27일부터 6월 25일까지 발굴조사한 자료에 의하면 고분군은 통일신라와 고려시대 후기로 추정되는 '마북동의 고분군1'과 고려시대 중기로 추정되는 '마북동의 고분군2'로 구분되는데 '마북동의 고분군1'(마북동 2-2번지) 유적은 석곽묘 7기와 토광묘 2기가 출토되었다.
통일신라 고분은 1·2호 석곽묘였고, 고려 후기시대의 고분은 3~7호 석곽묘와 8·9호 토광묘였다.
'마북동고분군2'(마북동 산46-1번지) 유적은 지표 조사 과정에서 고려시대에 만들어진 완형(完形)의 녹청자반구병(綠靑磁盤口甁) 1점이 수습되면서 발굴되었다. 발굴조사는 경기도박물관에 의하여 1997년 11월 28일부터 12월 30일까지 실시되었다.
조사 결과 고려시대 석곽묘 4기와 토광묘 4기의 고분과 고려청자를 비롯해 동경(銅鏡) 등의 유물이 다수 확인되었다. (참고로 가까운 곳에 1998년 한신대학교 박물관(권오영 교수)의 지표 조사에서 확인된 고려시대의 청자 가마 터로 추정되는 '보정동 요지(寶亭洞 窯址)'가 위치한다. 남쪽에 탄천의 지류가 되고 있는 옥정천이 흐르고, 주변은 택지로 개발되고 있는 상태이다.
또한 이곳에는 윤호의 부인이자 성종의 장모로 후에 중종의 외할머니가 되었던 연안부부인(延安府夫人) 전씨(田氏)를 모신 사당으로 현조사(顯祖祠)가 있다. 현조사는 윤씨의 종가에서 받들어온 사묘(四廟)이다. 기흥구 마북동 북쪽에 위치한 연안부부인 전씨의 비각을 지나면 몇 채 안 되는 작은 마을이 나온다. 이 마을에서 오솔길을 따라가면 현조사(顯祖)가 나오며 입구에는 신도비각과 하마비가 있다.
묘소가 있는 입구쪽에는 [大小人皆下馬]라고 쓴 하마비(下馬碑)가 있는데 산 아래로 내려오다보면 현조사(顯祖祠)가 나온다. 현조사는 부부인 전씨의 위패를 모신 사묘(四廟)형태의 가묘(家廟)로, 정면 3칸 측면 1칸에 퇴마루를 달았다.
영원부원군 윤호가 신창현감으로 있을 때 부인 전씨가 낳은 딸이 후에 성종의 계비가 된 정현왕후이다. 성종의 비는 본래 칠삭둥이 한명회의 딸이었으나 19살 때 요절하였고, 연산군의 어머니인 윤숙의가 계비가 되었으나 “음험하고 패악하다”는 이유로 폐위, 사사되었다. 그 후 윤호의 딸이 계비가 되어 전씨는 부부인의 작위를 받았다.

## 아파트
| 단지명                               | 건설사              | 시행사         | 주소                       | 입주        | 비고 |
| ------------------------------------ | ------------------- | -------------- | -------------------------- | ----------- | ---- |
| 교동마을 쌍용                        | 쌍용건설            | 풍산종합건설㈜ | 기흥구 마북로154번길 23    | 2002년 3월  |      |
| 교동마을 현대홈타운                  | 현대건설            | 군인공제회     | 기흥구 마북로 124-9        | 2003년 8월  |      |
| 교동마을 현대필그린                  | 고려산업개발㈜      | ㈜유국건설     | 기흥구 마북로 139          | 2002년 1월  |      |
| 교동마을 LG                          | ㈜엘지건설          | 삼보건영㈜     | 기흥구 마북로 182          | 2001년 8월  |      |
| 연원마을 LG                          | ㈜엘지건설          | ㈜유신전자     | 기흥구 연원로 5            | 1999년 12월 |      |
| 연원마을 삼성쉐르빌 구성역플랫폼시티 | 삼성중공업          | ㈜한국종합건설 | 기흥구 연원로42번길 33     | 2002년 5월  |      |
| 연원마을 현대                        | 현대산업개발        | 정광건설㈜     | 기흥구 연원로 60           | 2000년 5월  |      |
| 삼거마을 삼성래미안 1차              | 삼성물산㈜ 건설부문 | 삼호건설㈜     | 기흥구 용구대로2394번길 27 | 2002년 12월 |      |
| 연원마을 블루밍 구성 더 센트럴       | 벽산건설            | 삼호건설㈜     | 기흥구 연원로42번길 2      | 2000년 9월  |      |
| 구성역 해링턴플레이스                | 효성㈜ 진흥기업     | 이다플랜㈜     | 기흥구 구성로53번길 20     | 2016년 11월 |      |
- DL이앤씨㈜
  - E편한세상 용인역플랫폼시티 - 2024년 4월 입주
  - E편한세상 마북 - 2009년 11월(1차), 2010년 11월(2차) 입주

## 같이 보기
- 민영환선생묘
- 장욱진미술문화재단